# İlxıçı (Ağsu)
İlxıçı è un comune dell'Azerbaigian situato nel distretto di Ağsu. Conta una popolazione di 781 abitanti.